# Virgen con el Niño (Cuéllar)

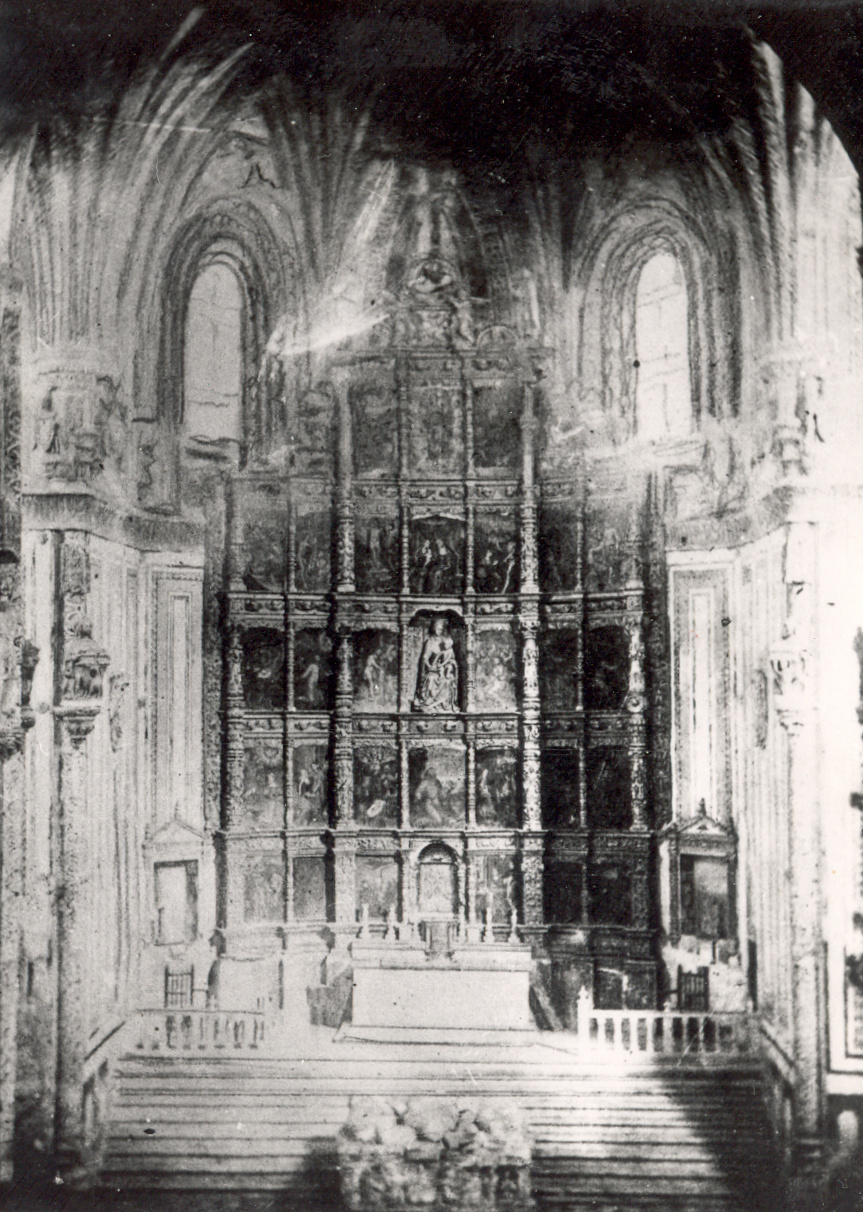
Retablo del altar mayor de San Francisco de Cuéllar, presidido por la imagen mariana.

La Virgen con el Niño es una imagen que representa a la Virgen María, que procede del antiguo monasterio de San Francisco de la villa segoviana de Cuéllar (Castilla y León), y se conserva en la actualidad en el Museo Federico Marés de Barcelona.
La imagen, que presidía el retablo del altar mayor de la iglesia monacal, es una escultura gótica de tamaño natural, realizada en madera policromada, en la que la madre aparece en posición sedente con el Niño sobre una rodilla. Fue realizada en el siglo XV, y aunque se desconoce su autor, ha sido atribuida a Gil de Siloé o su círculo.
Tras la exclaustración del monasterio, sus obras de arte fueron vendidas y expoliadas, y la imagen cayó en manos del escultor Federico Marés, que la adquirió para engrosar los fondos de su museo. En la actualidad los colectivos castellanistas incluyen esta pieza dentro de la lista de obras de arte consideradas expolio cultural.